# Elecciones generales de Palaos de 1980
Las primeras elecciones generales de Palaos se llevaron a cabo el 4 de noviembre de 1980 para elegir al Presidente de la República, un Vicepresidente, el Senado y la Cámara de Diputados. Fueron las primeras elecciones tras la aprobación de la primera constitución del país. No existen los partidos políticos en el país, por lo que todos los candidatos para todos los cargos eran Independientes. Con una participación electoral del 80%, Haruo Remeliik fue elegido primer Presidente de la República de Palaos con el 31% de los votos, mientras que Alfonso Oiterong fue elegido vicepresidente con un porcentaje similar.

## Resultados

### Presidenciales
| Candidatos               | Votos | %    |
| ------------------------ | ----- | ---- |
| Haruo Remeliik           | 1.955 | 31.2 |
| Roman Tmetuchl           | 1.608 | 25.7 |
| Lazarus Salii            | 1.453 | 23.2 |
| John Olbedabel           | 992   | 15.8 |
| David Ramarui            | 258   | 4.1  |
| Votos en blanco/anulados | 159   | -    |
| Total                    | 6.425 | 100  |
| Fuente: Nohlen et al.    |       |      |

### Vicepresidenciales
| Candidato                | Votos | %    |
| ------------------------ | ----- | ---- |
| Alfonso Oiterong         | 1,953 | 31.8 |
| Tosiwo Nakamura          | 1,706 | 27.8 |
| Isidoro Rudimch          | 1,364 | 22.2 |
| Raymond Ulochong         | 567   | 9.2  |
| Haruo Willter            | 544   | 8.9  |
| Votos en blanco/anulados | 291   | -    |
| Total                    | 6.425 | 100  |
| Fuente: Nohlen et al.    |       |      |